# Modstandsmand
En modstandsmand, modstandskvinde eller frihedskæmper er en betegnelse for en, der kæmpede i modstandsbevægelsen mod den tyske besættelsesmagt under 2. verdenskrig. Modstandsmændene udgjorde under 2. verdenskrig modstandsbevægelsen i Danmark, der hemmeligt saboterede tyske styrker, der havde besat landet.